# Schizochilus
Schizochilus is een geslacht van terrestrische orchideeën van graslanden uit het zuiden van Afrika.

## Naamgeving en etymologie
De wetenschappelijke naam Schizochilus is afgeleid van Oudgrieks σχίζειν, schizein (splijten) en χεῖλος, cheilos (lip), naar de gespleten bloemlip.

## Kenmerken
Schizochilus-soorten zijn terrestrische, overblijvende planten (geofyten), die overwinteren met ondergrondse, spoelvormige rizomen. De bladeren staan verspreid langs de stengel en zijn smal ovaal tot lancetvormig. De bloeiwijze is een eindstandige, cilindrische aar of tros met enkele tientallen bloemen. De lip is in drie gespleten.

## Soorten
Het geslacht omvat 11 soorten. De typesoort is Schizochilus zeyheri.
- Schizochilus angustifolius Rolfe in W.H.Harvey & auct. suc. (eds.) (1912)
- Schizochilus bulbinella (Rchb.f.) Bolus (1889)
- Schizochilus calcaratus P.J.Cribb & la Croix (1993)
- Schizochilus cecilii Rolfe (1906)
- Schizochilus crenulatus H.P.Linder (1980)
- Schizochilus flexuosus Harv. ex Rolfe in W.H.Harvey & auct. suc. (eds.) (1912)
- Schizochilus gerrardii (Rchb.f.) Bolus (1889)
- Schizochilus lepidus Summerh. (1960)
- Schizochilus lilacinus Schelpe ex H.P.Linder (1980)
- Schizochilus sulphureus Schltr. (1915)
- Schizochilus zeyheri Sond. (1846)